# Otelsvelt
Otelsvelt ist eine Wüstung in der Gemarkung des Dettelbacher Gemeindeteils Euerfeld im unterfränkischen Landkreis Kitzingen. Das Dorf verschwand wahrscheinlich in der zweiten Hälfte des 13. Jahrhunderts. Die Gründe hierfür sind unklar.

## Geografische Lage
Otelsvelt lag wahrscheinlich im Südwesten der heutigen Gemarkung von Euerfeld, an der Grenze zum Nachbardorf Effeldorf. Der Flurname Ötzfeld oder Ödsfeld, die sich im Norden der sogenannten Effeldorfer Höh erhebt, erinnert noch heute an den Standort des untergegangenen Dorfes. Heute sind hier Acker- und Wiesenflächen zu finden. Weiter im Südwesten beginnt die Waldabteilung Köpflein, die wohl Teil der Otelsvelter Gemarkung war. Die ehemalige Gemarkung wird von einer Stromtrasse durchschnitten. 

## Geschichte
Otelsvelt tauchte lediglich ein einziges Mal in den Quellen auf. Es handelte sich um eine Güterbeschreibung des Würzburger Kollegiatsstiftes Haug. Hier wird Otelsvelt im Jahr 1275 erstmals genannt. Wahrscheinlich verschwand das Dorf in den Jahrzehnten nach dieser Nennung. Die Gründe für das Wüstwerden sind unbekannt. Die Endung -velt oder feld gibt allerdings Hinweise auf die Dorfentstehung. Diese Endung weist auf eine späte Gründung im 7. oder 8. nachchristlichen Jahrhundert hin. Otelsvelt war wahrscheinlich ein karolingischer Rodungsort.